# Selwyn Tam
Selwyn Tam (ur. 8 grudnia 1968) – kanadyjski zapaśnik walczący w stylu wolnym. Zajął 24. miejsce na mistrzostwach świata w 1995. Brązowy medalista Igrzysk panamerykańskich w 1995. Piąty na mistrzostwach panamerykańskich w 1989. Triumfator igrzysk Wspólnoty Narodów w 1994. Mistrz Wspólnoty Narodów w 1991 i 1993. Czwarty w Pucharze Świata w 1995; piąty w 1999 i szósty w 1994 roku. Zawodnik Simon Fraser University.